# Spark Unlimited
Spark Unlimited è stata un'azienda sviluppatore di videogiochi, situata a Sherman Oaks in California, fondata da diversi sviluppatori di Medal of Honor. È conosciuta per il loro successo con il videogioco per console Call of Duty: L'ora degli eroi. La compagnia era interamente di proprietà dei dipendenti.
Il 5 maggio 2015 ha dichiarato che non avrebbero più sviluppato software, cancellando tutti i giochi che erano in sviluppo.

## Giochi sviluppati
- Call of Duty: L'ora degli eroi — (Xbox, GameCube, PlayStation 2)
- Turning Point: Fall of Liberty — (Xbox 360, PlayStation 3, PC)
- Legendary (prima conosciuto come Legendary: The Box) — (Xbox 360, PlayStation 3, PC)
- Lost Planet 3 — (Xbox 360, PlayStation 3, PC)
- Yaiba: Ninja Gaiden Z — (Xbox 360, PlayStation 3, PC)